# Johannes Mallow
Johannes Mallow (* 7. Juni 1981 in Brandenburg an der Havel) ist ein deutscher Gedächtnistrainer und Gedächtnissportler, der 2012 Gedächtnisweltmeister wurde.

## Leben
Mallow studierte Kommunikationstechnik an der Otto-von-Guericke-Universität Magdeburg und war dort Wissenschaftlicher Mitarbeiter an der Medizinischen Fakultät. Im Jahr 2016 schloss er erfolgreich seine Promotion als Dr.-Ing. an der Universität Duisburg-Essen ab. Des Weiteren arbeitet er freiberuflich als Coach für Mnemotechnik und ist als wissenschaftlicher Autor tätig.
Er verwendet wie viele Gedächtnissportler die Loci-Methode. Innerhalb des Gedächtnissports verwendet er als Einzelsystem 1000 Bilder für Ziffern, wobei jede Kombination von drei Ziffern für ein Bild steht.

## Erfolge

### National
- 2016 Gedächtnismeister der Regional German Open Memory Championship
- 2015 Deutscher Gedächtnismeister
- 2013 Deutscher Gedächtnismeister
- 2012 Deutscher Gedächtnismeister
- 2011 Deutscher Gedächtnis-Vizemeister
- 2010 Deutscher Gedächtnismeister
- 2009 Deutscher Gedächtnis-Vizemeister
- 2008 Deutscher Gedächtnismeister
- 2008 Norddeutscher Gedächtnismeister
- 2007 Norddeutscher Gedächtnismeister
- 2006 Norddeutscher Gedächtnismeister

### International
- 2017 Gewinner der IAM-AMSC Korea Open 2017 Gedächtnismeisterschaft
- 2015 Extreme Memory Tournament (XMT) Gedächtnismeister
- 2013 Gedächtnis-Vizeweltmeister
- 2012 Gedächtnisweltmeister
- 2010 Gedächtnis-Vizeweltmeister
- 2010 Erster der Weltrangliste mit 8919 Punkten (Stand: November 2010)
- 2009 Gedächtnis-Vizeweltmeister
- 2007 Gedächtnisweltmeister in der Disziplin Historische Daten

## Weltrekorde
- Memorieren von 400 Spielkarten in 10 Minuten (aufgestellt 9. April 2016 in Lübeck/Deutschland)
- Memorieren von 501 Zahlen in 5 Minuten (aufgestellt 1. Dezember 2013 in London/England)
- Memorieren von 1080 Binärzahlen in 5 Minuten (aufgestellt 22. September 2013 in Göteborg/Schweden)
- Memorieren von 937 Zahlen in 15 Minuten (aufgestellt 22. September 2013 in Göteborg/Schweden)
- Memorieren von 364 gesprochenen Zahlen (aufgestellt 22. September 2013 in Göteborg/Schweden)
- Memorieren von 492 Abstrakten Bildern in 15 Minuten (aufgestellt 27. Juli 2013 in Isny/Deutschland)
- Memorieren von 132 Historischen Daten aus insgesamt 142 in 5 Minuten (aufgestellt 25. September 2011 in Göteborg/Schweden)